# Agrarpartei Russlands
Die Agrarpartei Russlands (russisch Аграрная Партия России (АПР), Agrarnaja Partija Rossii, АПР, dt. Abkürzung APR) war eine linksgerichtete politische Partei in Russland. Am 21. Oktober 2019 wurde durch Entscheidung des Obersten Gerichtshofs die Partei wegen unzureichender Teilnahme an den Wahlen liquidiert.

## Politische Ausrichtung
Die Partei reklamiert für sich vor allem die Vertretung der Interessen der ländlichen Bevölkerung der Russischen Föderation (Motto des Grundsatzprogramms: „Die Bauern haben einen eigenen Beschützer“). Im Gegensatz zu ländlich orientierten Parteien in anderen Staaten steht die Agrarpartei traditionell der Kommunistischen Partei Russlands (KPRF) nahe.

## Geschichte der Partei
Die Partei wurde gegründet vom Gouverneur der Republik Altai, Michail Lapschin, und dem Gouverneur der Region Tula, Wassili Starodubzew einem ehemaligen Mitglied des Staatskomitee für den Ausnahmezustand der UdSSR. Bei den Dumawahlen 1993 auf Anhieb 7,4 %. 1995 fiel ihr Stimmenanteil um die Hälfte und pendelte sich seitdem ein. Bei den Wahlen zur Duma 2003 verfehlte sie mit landesweit 3,6 % Stimmenanteil die 5-Prozent-Hürde zum Einzug in Fraktionsstatus und erreichte lediglich 3 Direktmandate.
Bei den russischen Präsidentschaftswahlen 2004 wurden Präsidentschaftskandidaten gegen den Amtsinhaber Putin keine Chancen eingeräumt. Die kommunistische Partei nominierte den Duma-Abgeordneten Nikolai Charitonow von der Agrarpartei mit dem Ziel, die russische Landbevölkerung zu vereinen und ein Abwandern der Wähler zur Partei Rodina zu verhindern. Charitonow wurde mit 13,74 % der Stimmen zum erfolgreichsten Gegenkandidaten Putins. Bei der Parlamentswahl 2007 nahm die Agrarpartei ebenfalls teil, verfehlte jedoch deutlich die 7-Prozent-Hürde zum Einzug in das Parlament.
Am 12. September 2008 gab die Parteiführung ihre Vereinigung mit der Partei Einiges Russland bekannt, die auf dem Parteitag des Einigen Russlands am 20. November bestätigt wurde. Die offizielle Auflösung der Agrarpartei erfolgte am 21. Januar 2009, als die Vereinigung mit Einigem Russland vom Justizministerium registriert wurde.
Im Jahr 2012 war die Partei offiziell wiederhergestellt und registriert, Vorsitzende ist die geschäftsführende Direktorin des landwirtschaftlichen Vereins Olga Bachmachnikova. Die Partei ist Mitglied des Bündnisses Gesamtrussische Nationale Front.